# Ponad Piekło Baszta
Ponad Piekło Baszta (słow. Ponad Peklo bašta) – wzniesienie w słowackiej części Tatr Wysokich, położone w środkowym fragmencie Jagnięcej Grani – północno-zachodniej grani Jagnięcego Szczytu. Od Małej Jagnięcej Baszty na południowym wschodzie jest oddzielona Niżnim Jagnięcym Przechodem, a od najbliższego wierzchołka Skoruszowej Kopy – Wielkiej Skoruszowej Kopy – na północnym zachodzie oddziela ją Ponad Piekło Przełączka. Szczyt Ponad Piekło Baszty tworzy kilka turniczek.
Południowo-zachodnie stoki Jagnięcej Grani opadają tu do Doliny Kołowej, natomiast północno-wschodnie – do Jagnięcego Kotła w Dolinie Skoruszowej. Stoki zbiegające do Doliny Kołowej są trawiaste i poprzetykane skałkami. W północno-wschodniej ścianie Ponad Piekło Baszty można wyróżnić dwie duże trawiasto-skaliste grzędy, podcięte z dołu.
Podobnie jak cała Jagnięca Grań, Ponad Piekło Baszta jest niedostępna dla turystów i taterników – wspinaczka obecnie jest tutaj zabroniona. Najdogodniejsze drogi na turnię prowadzą granią z sąsiednich przełęczy.
Pierwsze wejścia miały miejsca przy pierwszych przejściach Jagnięcej Grani.
Forma nazwy turni pochodzi z gwary podhalańskiej.